# Fastighetsnät
Ett fastighetsnät är en generell kommunikationsinfrastruktur inom en fastighet (kan bestå av flera byggnader) som oftast ägs av fastighetsägaren. Ett fastighetsnät kan byggas upp av olika medier, koppar (TP-kabel, koaxialkabel), fiberoptik (singel eller multimode), är vanligast och ofta i kombination. 
Ett fastighetsnät kan användas som kommunikationsinfrastruktur för en mängd olika tjänster och stödja olika applikationer. Exempel på sådana kan vara överföring av media (bild, ljud), data, olika typer av larm, styrningar, automation samt insamling av mätvärden. För att stödja alla dessa funktioner finns standarder om hur dessa ska projekteras och kvalitetssäkras. Standardserien heter SS-EN 50173 och finns i sex olika delar. Det finns även en tillhörande serie SS-EN 50174 som anger hur nätet ska planeras, installeras och underhållas. I och med senaste standarden klarar även fastighetsnätet att överföra fjärrmatning (Remote Powering), det vill säga strömförsörjning av apparater och utrustningar i fastighetsnätet på upp till 100W. Denna applikation kallas populärt PoE, Power over Ethernet, och finns standardiserad för upp till 90W genom IEEE 802.3.
Fastighetsnätet kan även hantera fastighetsautomation som styrningar av olika fastighetssystem, till exempel belysning, värme, kyla, solavskärmning och andra funktioner.